# Ananotacris abditicolor
Ananotacris abditicolor är en insektsart som beskrevs av Marius Descamps 1978. Ananotacris abditicolor ingår i släktet Ananotacris och familjen gräshoppor. Inga underarter finns listade i Catalogue of Life.